# Басту
Басту — традиційні шведські лазні. Назва походить від давньогерманських парних лазень — давньонижньонім. badestube, давньоверхньонім. stuba, давньоголланд. badestove, давньошвед. badstuga, давньонорв. badstue, давньоданск. badestue (bad — миття, stue — тепле опалюване приміщення, див. також суч. англ. stove — піч, stew — потіти, знемагати від спеки).
Історія сягає глибокої давнини і починається очевидно паралельно з розвитком господарської діяльності людини. Спочатку шведські басту являли собою маленькі рублені хатинки без димоходу і вікон. У центрі знаходилася піч з ємністю для каменів. З давніх-давен басту топили по-чорному, дим виходив через двері або в витяжний отвір під стелею, який затикався безпосередньо перед прийняттям лазневих процедур. За будовою басту нагадувала перевернуту склянку і стояла над землею. Басту є конвекційною лазнею, в ній відбувається постійний рух мас повітря. Скандинави використовували попередньо замочені березові віники. Вони сприяють очищенню пор, що було особливо важливо за відсутності мила, і виділяють ефірні олії, які цілющо впливають на організм. Крім берези могли використовуватися віники інших листяних дерев. За 15 хвилин перебування в лазні людина втрачає до 1 літра рідини — таке потовиділення супроводжується швидким виведенням токсинів і покращує кровообіг . Поліпшенню кровотоку сприяє також контрастне занурення з жару лазні в холодну воду довколишнього озера або сніг. Лазня відносно гігієнічна, дим має антисептичні властивості. З цієї причини вона часто ставала місцем прийняття пологів .
Басту приписували також містичний зміст — її використовували для ворожінь і ритуалів вигнання хвороб. Вогонь наділявся божественною силою, піч порівнювалася з вівтарем, а пара, що піднімається від гарячих каменів, з духом життя. Разом з фізичним очищенням лазня вважалася місцем очищення духовного. Басту нерідко використовувалася також з утилітарними цілями — для сушіння льону (переважно на півдні Швеції), зерна (переважно на півночі Швеції) або солоду під час пивоваріння. У східній Швеції в басту коптили рибу і м'ясо.
В середні віки в Центральній Європі, Данії і на півдні Швеції з'являються перші громадські лазні. У 1500-х роках їх починають споруджувати як комерційні об'єкти і використовувати для отримання фінансової вигоди. На додаток до можливості помитися в них були доступні також такі послуги як, наприклад, кровопускання, перукарські послуги. Будівництво лазневих центрів було можливе тільки за схваленням влади. Право на керування такими центрами могло передаватися у спадок і заповідатися. У той час як власники таких лазень були багатими людьми, рядові працівники, розтоплювальники належали до нижчої соціальної страти, їхня професія вважалася принизливою .
На початку XVIII століття такі шведські лазні стали об'єктом критики реформаторів та релігійних моралістів і поступово втратили своє значення. 1725 став темним роком в історії лазні — вона була офіційно заборонена в Швеції . Реформатори закликали до екологічної свідомості — на розпалювання лазні йде багато дров, що виснажує лісові ресурси. Моралісти бачили в колективному відвідуванні лазень причину поширення венеричних захворювань.

## Типи басту
У різних регіонах Швеції існували три типи басту. Перший тип — envåningsbastun (швед. «одноповерхова сауна») з пічкою на підлозі без димоходу і лавками навколо. Другий тип — двоповерхова басту, в якій піч знаходилася на першому поверсі, а лавки на другому. Третій тип, поширений на Готланді, — басту, в якій дим з каміна надходив по димоходу в обкладене цеглою приміщення на горищі. Така лазня використовувалася для сушіння і копчення. Розрізнялися лазні не тільки конструкцією, але й назвами. У регіонах Сконе, Галланд, Блекінге і Смоланд використовувалося назву malttorka. У Седерманланд лазню називали pörte, в Нерке, Вестманланд і Даларна в ходу було слово torkstuga, на заході країни лазню називали kölna. У північно-східній частині Швеції культура лазень майже ідентична фінській. Далі буде описано найбільш поширений традиційний тип басту.

## Вентиляція і конструкція

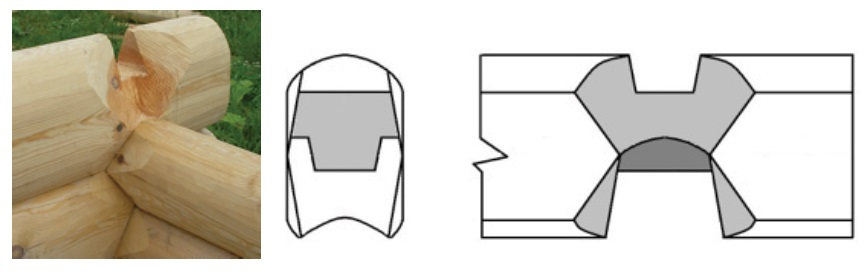
З'єднання колод зрубу в скандинавський замок

Вентиляція в басту здійснюється за принципом «перекинутої склянки». Спочатку лазня стояла над землею, в підлозі були щілини. Піч тягнула повітря знизу парильні і, нагріваючи його, піднімала до стелі. Приміщення наповнювалося гарячим повітрям, холодне витіснялося вниз і виходило крізь щілини. Спочатку лазні топилися «по-чорному». Вони не мали димовідведення, тому при розпалюванні дим огортав все приміщення. Така конструкція, крім простоти та економічності споруди, давала можливість коптити в лазні рибу і м'ясо. Дим відлякував паразитів і вбивав бактерії. Заходити в лазню можна було після 3-4 годин розпалювання, коли колоди догорали і весь дим виходив. Внаслідок пожежонебезпеки басту споруджувалася на віддалі від інших господарських будівель.
Басту сучасної конструкції з'явилися в 1930-х. Їх обладнують двома вентиляційними отворами: один у розташовують біла підлоги під піччю, інший — з протилежного боку парильні. Конвекція повітря здійснюється таким чином. Піч нагріває повітря і виштовхує його вгору, всмоктуючи частину з припливного каналу зовні парильні. Прогріте повітря піднімається вгору до стелі і заповнює верх парильні. Піч постійно поповнює припливом гаряче повітря і воно починає виштовхувати більш прохолодне важке повітря вниз. Опускаючись, воно прогріває все на своєму шляху: стелю, стіни, полиці. Циркулюючи, повітря доходить до витяжного вікна і йде через витяжний канал на вулицю або в суміжне приміщення. У такій басту повітря завжди свіже і, незважаючи на високу вологість, дихається легко. Принцип вентиляції виключає також можливість холодних підлог або появи цвілі під полицями. Якщо в суміжному приміщенні стоїть примусова витяжна вентиляція і припливна, то вона не впливає на вентиляцію парильні, лише виконує повітрообмін суміжного приміщення.
Традиційні басту споруджуються з бруса. Майже половину Швеції займають хвойні ліси, тому селяни використовували для бруса найбільш доступні матеріали — ялину або сосновий сухостій. Якщо використовувалася ялина, то перевага надавалася такій, що повільно зростає, оскільки її деревина має підвищену щільність. Хвойні дерева рубалися переважно в січні або лютому, коли вони перебували в повному спокої. Це дозволяло деревині просохнути перед теплом весни, коли починають рости мікроорганізми, які розкладають деревину. Оскільки хвойні породи швидко і сильно нагріваються і виділяють смолу, для тих елементів лазні, які стикаються безпосередньо з тілом людини (полиці, лави) використовувалися листяні дерева. Їх рубали в серпні після пожовтіння листя. Очищені від кори колоди перед використанням залишали деякий час просохнути під навісом.
Колоди в традиційному зрубі для басту укладалися одне на інше («в кліть»), а в кутах з'єднувалися «в чашу» (або «в обло») — з кінцями колод, що виступають. Така конструкція вимагає багато деревини, але відрізняється своєю надійністю і міцністю, а також мінімізує тепловтрати.
Технологія рубки суттєво відрізнялася від російської. «Скандинавська» (або «норвезька») рубка передбачає використання лафета (напівбрус або двохкантний брус) — тобто колоди, обпиляної по довжині з 2 сторін, зовнішня і внутрішня сторони якої плоскі.
У кутах зрубу колоди з'єднувалися так званим «скандинавським» (або «норвезьким») замком. Чаша в цьому випадку вибирається не у вигляді півкола, а у формі клина. Краї чаші стесуються, ретельно шліфуються, в чаші робиться спеціальний шип. Завдяки такій формі чаші місце з'єднання під дією навантаження зрубу буквально заклинюється, і продування замка по суті виключається завдяки наявності внутрішнього шипа. Остання відмінність — форма поздовжнього замка у вигляді ластівчиного хвоста.
Завдяки своїй складній формі та високій якості виготовлення, такий «замок» забезпечував максимально щільне з'єднання колод в перерубах, що виключало продування і промерзання кутів. Згодом внаслідок усадки будинку систему затесів і внутрішніх шипів заклинює, тому замок отримав ще одну назву — самозаклинювальний. Чим більша усадка зрубу — тим щільніший замок, міцніша і тепліша лазня.
Важливо і те, що з'єднані за цією технологією колоди природної вологості, з яких найчастіше виготовляють лафет, не крутить від внутрішньої напруги при усадці. Його можна протоплювати відразу після будівництва, не боячись появи тріщин.

## Теплоізоляція
Як теплоізоляційний матеріал між колодами зрубу шведи стелили мох. Зелений мох вимочували в теплій воді, щоб видалити ґрунт, після чого у вологому стані трохи відтискали і розміщували між колодами. Після висихання мох розпрямлявся і повертав початкову форму, заповнюючи собою щілини.

## Інтер'єр
При спорудженні полиць намагалися вирізати дошки таким чином, щоб на поверхнях, які стикаються з тілом, не було «вічок» від сучків. У лазні вони дуже нагріваються і можуть обпікати. З міркувань безпеки було важливо, щоб двері відкривалися назовні. Якщо вони набрякнуть, їх можна буде вибити, що значно простіше, ніж тягнути двері на себе. Вікон у традиційних басту не було. У підлозі залишалися досить широкі щілини для вентиляції і стоку води. Під фундамент, щоб запобігти гниттю колод, підкладалася береста. Як матеріал для внутрішньої обробки використовувалася осика . Перевагами цієї породи є відсутність смоли, низька теплопровідність і вологостійкість. Не випадково за старих часів на Русі робили колодязі з осики, адже вона має бактерицидні властивості. Вода в них була чистою, бактерії в ній не розмножувалися. У лазні ця якість осики також має значення.

## Дах
У покрівлі басту нерідко використовувалася береста. Кора була доступна селянам, вона водонепроникна і не гниє, тому цей матеріал добре підходив для використання на відкритому повітрі. Відразу після збору бересту необхідно було розпрямити і покласти під прес підсихати, в іншому випадку береста згортається і стає непридатною для подальшого використання. Поверх берести для збереження тепла дах покривався дереном.

## Печі і паливо
У традиційних басту використовувалися дров'яні печі. За методом обігріву вони відрізнялися. Оскільки в басту «по-чорному» у печі немає димоходу, вона топиться за кілька годин до лазневих процедур, щоб дим встиг вийти. Піч виглядала як звалене в купу каміння. Камені були скріплені глиняним розчином з боків. Між піччю і дерев'яною стіною міг залишатися повітряний зазор для зниження пожежної небезпеки.
Оптимальний камінь для печі в басту — олівін діабаз. Це камінь вулканічного походження, що має високу теплоємність і густину, завдяки чому він добре акумулює тепло і поступово його віддає. Альтернативні варіанти — Жировик, габро-діабаз, кварцит, жадеїт.
Розмір каменів для дров'яної печі залежав від часу розпалювання. Камені могли бути як цільними, так і колотими. Цільні довго нагріваються і довго віддають тепло. Уламки відповідно нагріваються швидше, і швидше остигають. В уламків більша поверхня, з якої випаровується вода, що підливається для жару. До того ж нерівна шорстка поверхня розколу сама по собі сприяє більш інтенсивному пароутворенню, ніж обвалований тип каменю.
Для розпалювання дров'яних печей шведи надавали перевагу березовим дровам. Береза має високу енергетичну цінність і добре горить. З початком промислової революції в басту почали використовувати металеві печі.